# 11133 Kumotori
11133 Kumotori este un asteroid din centura principală de asteroizi.

## Descriere
11133 Kumotori este un asteroid din centura principală de asteroizi. A fost descoperit pe 2 decembrie 1996 la Ōizumi de Takao Kobayashi. Asteroidul prezintă o orbită caracterizată de o semiaxă mare de 2,78 ua, o excentricitate de 0,06 și o înclinație de 10,7° în raport cu ecliptica.